# Самолшинское сельское поселение
Само́лшинское се́льское поселе́ние — муниципальное образование (сельское поселение) в составе Алексеевского района Волгоградской области.
Административный центр — хутор Самолшинский.
Глава Самолшинского сельского поселения —Попов Петр Сергеевич.

## География
Поселение расположено на северо-западе Алексеевского района.
Граничит:
- на севере — с Урюпинским районом
- на северо-востоке — с Поклоновским сельским поселением
- на юго-востоке и юге — с Стеженским сельским поселением
- на западе — с Нехаевским районом

По территории поселения протекает Хопёр.

## Население
| 2002 | 2010 | 2012 | 2013 | 2014 | 2015 | 2016 |
| ---- | ---- | ---- | ---- | ---- | ---- | ---- |
| 830  | ↘756 | ↘736 | ↘720 | ↘714 | ↗717 | ↘712 |
| 2017 | 2018 | 2019 | 2020 | 2021 |      |      |
| ↘704 | ↘696 | ↘674 | ↘652 | ↗656 |      |      |

## Административное деление
Код ОКАТО — 18 202 832 000
Код ОКТМО — 18 602 432
На территории поселения находятся 6 хуторов.
| Название     | ОКАТО          | Тип населённого пункта        | Население, тыс. чел |
| ------------ | -------------- | ----------------------------- | ------------------- |
| Самолшинский | 18 202 832 001 | хутор, административный центр | 413                 |
| Гущинский    | 18 202 832 002 | хутор                         | 184                 |
| Ендовский    | 18 202 832 003 | хутор                         | 10                  |
| Кудиновский  | 18 202 832 004 | хутор                         | 11                  |
| Пимкинский   | 18 202 832 005 | хутор                         | 138                 |

## Власть
В соответствии с Законом Волгоградской области от 18 ноября 2005 года № 1120-ОД «Об установлении наименований органов местного самоуправления в Волгоградской области», в Самолшинском сельском поселении установлена следующая система и наименования органов местного самоуправления:
- Дума Самолшинского сельского поселения (11 октября 2009 года избран второй созыв)
численность (первого созыва) — 8 депутатов[15]
избирательная система — мажоритарная, один многомандатный избирательный округ.
- Глава Самолшинского сельского поселения — Омарова Любовь Владимировна (избран 11 октября 2009 года)[3]
- Администрация Самолшинского сельского поселения